# Treue
Treue (von mittelhochdeutsch triuwe, Nominalisierung des Verbs truwen „fest sein, sicher sein, vertrauen, hoffen, glauben, wagen“) ist eine Tugend, welche die Verlässlichkeit eines Akteurs gegenüber einem anderen, einem Kollektiv oder einer Sache ausdrückt. Im Idealfall basiert sie auf gegenseitigem Vertrauen beziehungsweise Loyalität. Die Tatsache, dass jemand sich loyal verhält, bedeutet nicht automatisch, dass dieses Verhalten positiv bewertet werden muss (vgl. z. B. Fälle von Nibelungentreue). Auch ist nicht in jedem Fall ein Verhalten, das Außenstehende als Ausdruck von „Treue“ interpretieren, tatsächlich dadurch zu erklären, dass die betreffende Person sich zur Treue gegenüber dem Nutznießer ihres Handelns verpflichtet fühlt. Möglicherweise ist das betreffende Verhalten bloß vorteilhaft für den Handelnden. Durch Außenstehende überprüfbar ist nur das Verhalten eines Menschen, d. h. ob er Loyalitätserwartungen anderer erfüllt oder nicht.

## Allgemeines

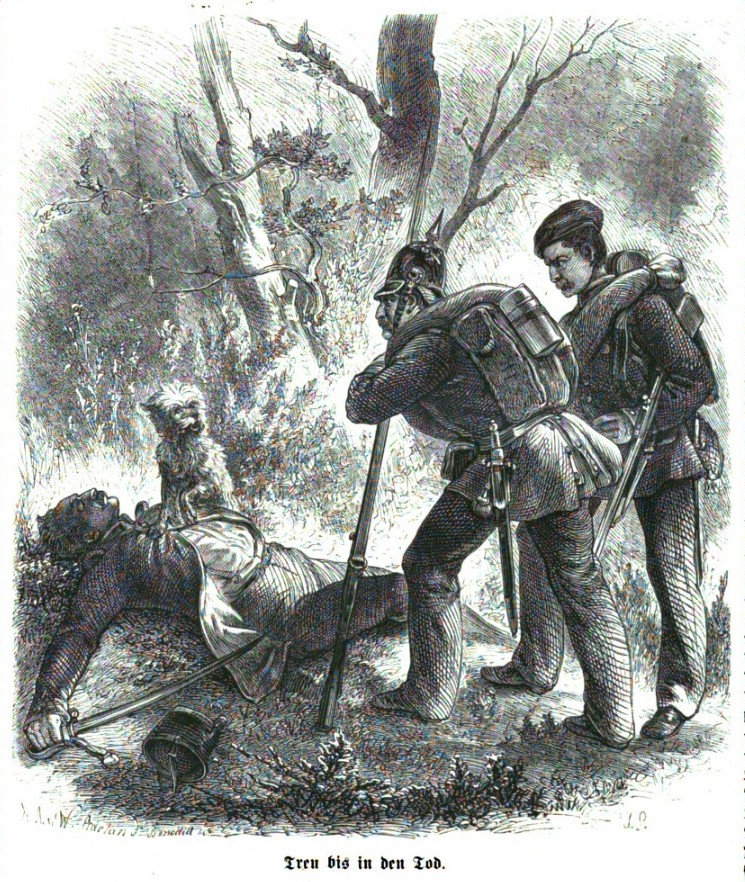
Hund als Sinnbild der Treue: „Treu bis in den Tod“

Treue ist einerseits die innere feste Bindung einer Person zu einer anderen Person oder Idee. Rituell wird sie durch Gegenstände der materiellen Kultur symbolisiert und einen Treueschwur besiegelt, z. B. durch einen Ehering. Darüber hinaus sind der Hund, das Sinnbild des Ankers und die Farbe Blau bildliche Symbole für den Begriff Treue. Andererseits werden auch solche Menschen als „treu“ bezeichnet, die sich so loyal verhalten, wie es von ihnen erwartet wird, ohne dass das Vorliegen einer „Bindung“ im o. g. Sinn bei ihnen nachgewiesen werden könnte.
Sprachlich verwandt mit dem Begriff der Treue sind die Begriffe Vertrauen (englisch trust), Trauung und die Verben sich etwas trauen, jemandem etwas zutrauen, jemanden mit etwas betrauen, jemanden betreuen sowie englisch true („wahr“). Einige romanische Sprachen haben das Wort in der Bedeutung „Waffenstillstand“ (italienisch und spanisch tregua, französisch trêve oder auch englisch truce) entlehnt.
Der Begriff Untreue bezeichnet in der Sprache von Juristen einen Straftatbestand. Dabei geht es vor allem um die Veruntreuung von Geld einer Firma oder einer Gemeinschaft durch einen Kassierer bzw. einen Kassenwart, der mit der Verwaltung des Geldes beauftragt war und es zweckwidrig verwendet hat.
Der Vorgang des Verstoßes gegen ein Loyalitätsgebot sowie das dadurch hervorgerufene Ergebnis wird moralisch als Treuebruch bewertet. Als Verrat wird illoyales Verhalten (moralisch) bewertet, wenn die betreffende Person demjenigen, der ein Recht auf ihr treues Verhalten hat, vorgetäuscht hat, dass die gegenseitige Beziehung durch Treue geprägt sei. Als gravierend wird dieses Verhalten dann bewertet, wenn es die Absicht des Täters war, sein Opfer zu schädigen, und wenn der Treuebrüchige aus niederen Motiven ein Bündnis mit Gegnern seines Opfers geschlossen hat.

## Zuordnungen

### Treue zwischen individuellen Menschen
Treue ist relevant bei längerfristiger sozialer Nähe von Mitgliedern in hochpersönlichen Institutionen wie z. B. in der Freundschaft, Partnerschaft oder Ehe. Sie kann über den Tod hinaus reichen. Goethe hebt dies hervor, wenn er im Faust II (im 3. Akt) die Chorführerin sagen lässt: „Nicht nur Verdienst, auch Treue wahrt uns die Person.“ Eine besondere Form ist hier die „Treue zu sich selbst“, man steht dann zu seinen Grundsätzen, zu seinen Neigungen oder zu seiner Vergangenheit. Treue zwischen zwei Menschen basiert auf Erfahrungen, in denen ein Individuum die Wahrheit seiner Aussagen durch Taten der anderen Person gegenüber beweist.
Umgangssprachlich wird der Begriff „Treue“ oft als Synonym für sexuelle Exklusivität in der Paarbeziehung verwendet, im Sinne der Ideale der Monogamie. Treue soll in diesem Zusammenhang ausdrücken, dass der Partner außerhalb der Paarbeziehung keine sexuellen Kontakte mit anderen Personen eingeht. Tut er/sie es dennoch, so wird dies von denen, die Partner als zur gegenseitigen Treue verpflichtet betrachten, automatisch als Untreue, also Loyalitätsbruch verstanden. Als illegitim geltendes Sexualverhalten wird in solchen Rechtssystemen strafrechtlich verfolgt, in denen „Ehebruch“ strafbar ist. Allerdings wird in liberalen Gesellschaften verstärkt die Auffassung vertreten, dass die Frage verhandelbar sei, ob Menschen mit einer sexuellen Dauerbeziehung einander "treu", also sexuell Exklusiv, sein müssten.
Ganz allgemein ist mit dem Attribut „treu“ nicht immer die Vorstellung von einem Exklusivitätsgebot verbunden. So erwartet z. B. niemand ernsthaft, dass ein „treuer“ Kunde niemals (auch) auf das Angebot eines Konkurrenten zurückgreift. In vergleichbaren Fällen bedeutet „Treue“ die langfristige Aufrechterhaltung einer (hier: Geschäfts-)Beziehung.

### Treue zwischen Individuen und Gruppierungen
Treue im Sinne von gegenseitigem Vertrauen und der Erwartung von Beständigkeit der Beziehungen tritt z. B. bei stetiger Zugehörigkeit einer Person zu einer Organisation auf (z. B. auf Grund langjähriger Mitgliedschaft in einem Verein, „Vereinstreue“), bzw. zu einer Institution (z. B. „Kirchentreue“), zu einem Arbeitgeber („Firmentreue“) oder Verkäufer („Kundentreue“). Der Soziologe Homans hat hier die These aufgestellt: „Je häufiger der Kontakt, desto intensiver die emotionale Beziehung.“
Als Anerkennung eines Verhaltens, das sie als Ausdruck besonderer Treue bewerten, verleihen manche Institutionen ihren Mitgliedern Auszeichnungen, die aber oft nur einen rein symbolischen Wert haben (Treueorden). Firmen vergeben oft als Anreiz, ihnen „treu“ zu bleiben, „Treueprämien“ mit einem materiellen Wert an ihre Kunden (z. B. „Treuepunkte“).
Mit der Zugehörigkeit zu einer Gemeinschaft ist oft auch eine mehr oder weniger ausgeprägte Erwartung der Treue an deren Mitglieder verbunden. Im Extremfall gilt: Einer für alle, alle für einen.
Wird diese Wechselwirksamkeit der Treue von einer der beiden Seiten enttäuscht, so kann es geschehen, dass einer der Akteure innerlich oder äußerlich dieses Treueverhältnis kündigt (soziologisch: „Exit“). („Wer mag noch auf Nationen bauen, man habe noch so viel für sie getan.“ – Goethe, Faust I, Walpurgisnacht.)
Eine trotz Enttäuschung anhaltende Treue des Einzelnen wird manchmal als hündische Treue bezeichnet (vgl. Argos (Hund)) oder als Nibelungentreue (eine Form bedingungsloser, emotionaler und potenziell verhängnisvoller Treue).

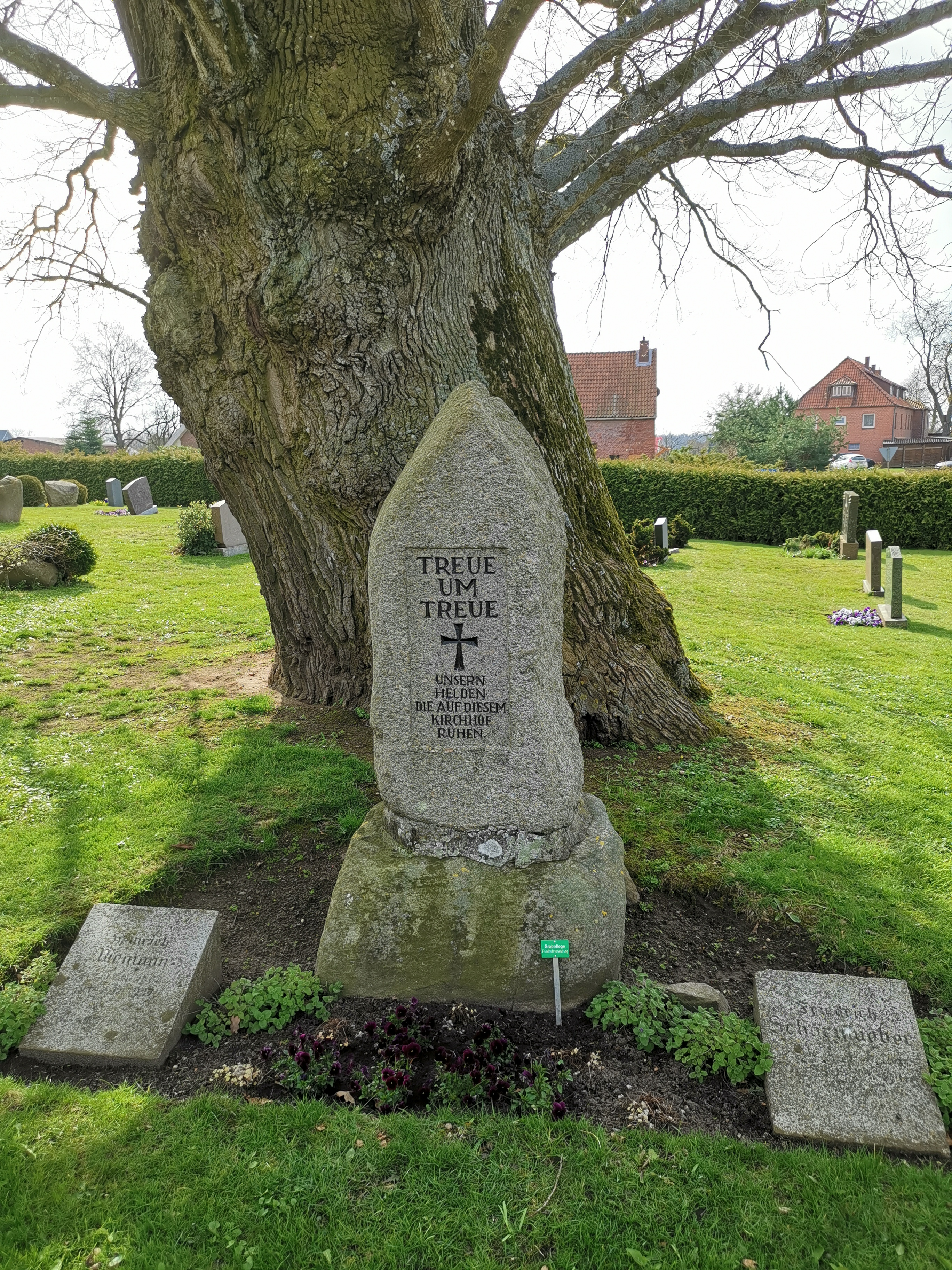
„Treue um Treue“ auf einem Kriegsgrab (Erster Weltkrieg)

Im Nationalsozialismus wurde der Treuebegriff ideologisch extrem überhöht und als besonderes positives Merkmal der germanischen Kultur dargestellt. Die Treue des Volkes zum „Führer“ stellte sich im öffentlichen Leben des „Dritten Reiches“ als allgemeinverbindliche gesellschaftliche Verpflichtung dar, deren leiseste Verletzung schon hinreichte, um verhaftet oder gar ermordet zu werden. Insbesondere gegen Kriegsende reichte eine geringfügige Verhöhnung der Person Hitlers bereits aus, um in ein Arbeitslager gebracht zu werden.

### Treue zwischen Gruppierungen untereinander
Diese kann sowohl wechselseitig zwischen über- und untergeordneten Partien bestehen (Beispiel: Vasallenschaft, vgl. Feudalismus) als auch zwischen formal gleichgestellten Institutionen (Beispiel: Entente cordiale). Da kollektive Akteure durch ihre interne Entschließungsfindung oft unvorhersehbar oder zufällig zu handeln scheinen, ist dies eine zerbrechliche bzw. anfällige Form der Treue. Dies gilt auch für die Vertragstreue zwischen Firmen (vgl. Pacta sunt servanda).

## Treuepflicht
Treuepflichten sind Pflichten, die bestimmte Rechtssubjekte kraft Gesetzes wahrzunehmen haben. Die Nebenpflichten des Arbeitnehmers werden im Arbeitsrecht unter dem Begriff Treuepflicht zusammengefasst. Sie erwächst aus dem Grundsatz von Treu und Glauben gemäß § 242 BGB, ihr Pendant ist die Fürsorgepflicht des Arbeitgebers. Hiernach hat der Arbeitnehmer die zur Aufrechterhaltung des ungestörten Betriebsablaufs erforderlichen Verhaltensregeln einzuhalten, die Betriebsordnung zu beachten sowie die Arbeitsschutz- und Unfallverhütungsvorschriften zu befolgen. Konkretisierungen sind die Loyalität, Unterlassung bestimmter Handlungen (Abwerbung, Annahme von Schmiergeldern), Verschwiegenheit oder Wettbewerbsverbot.
„Die gesellschaftsrechtliche Treuepflicht ist ein zentraler Rechtssatz des Gesellschaftsrechts.“ Sie bestimmt Inhalt und Grenzen der Rechte, die dem einzelnen Gesellschafter in der Gesellschaft zustehen. So ist beispielsweise der Vorstand der Aktiengesellschaft zur Loyalität verpflichtet. Verletzt er die dem Unternehmen gegenüber bestehende allgemeine Treuepflicht, kann er auf Unterlassung in Anspruch genommen werden. Besondere Ausprägungen der Treuepflicht sind das Wettbewerbsverbot (§ 88 AktG) und die Verschwiegenheitspflicht (§ 93 Abs. 1 AktG).
Das Prinzip der Vertragstreue im öffentlichen und privaten Recht wird durch den Grundsatz: Pacta sunt servanda (lat.; dt. Verträge sind einzuhalten) charakterisiert. Auch dieses Prinzip enthält eine Form einer juristischen Treuepflicht.